# District de Sanghar
Le district de Sanghar (en ourdou : ضلع سانگھڑ) est une subdivision administrative de la province du Sind au Pakistan. Constitué autour de sa capitale Sanghar, le district est entouré par le district de Khairpur au nord, l'Inde à l'est, les districts d'Umerkot, de Mirpur Khas, de Tando Allahyar et d'Hyderabad au sud et enfin les districts de Matiari et de Shaheed Benazirabad à l'ouest.
Créé en 1954, le district compte près de deux millions d'habitants en 2017. Surtout rural et peu développé, la population parle majoritairement sindhi. On trouve une importante minorité hindouiste. C'est un fief politique du Parti du peuple pakistanais et un lieu important pour la communauté soufie Hur.

## Histoire
La région de Sanghar a été sous la domination de diverses puissances au cours de l'histoire, notamment le Sultanat de Delhi puis l'Empire moghol, avant d'être est intégrée au Raj britannique en 1858. Alors que les Britanniques font face à la révolte des Hurs, une communauté soufie très présente à Sanghar, ils créent ce district.
Lors de l'indépendance vis-à-vis de l'Inde en 1947, la population majoritairement musulmane soutient la création du Pakistan. Des hindous quittent alors la région pour rejoindre l'Inde, tandis que des migrants musulmans venus d'Inde s'y installent. Le district de Sanghar est alors dissous, mais recréé en 1954 en divisant les districts voisins de Nawabshah et Mirpur Khas.

## Démographie

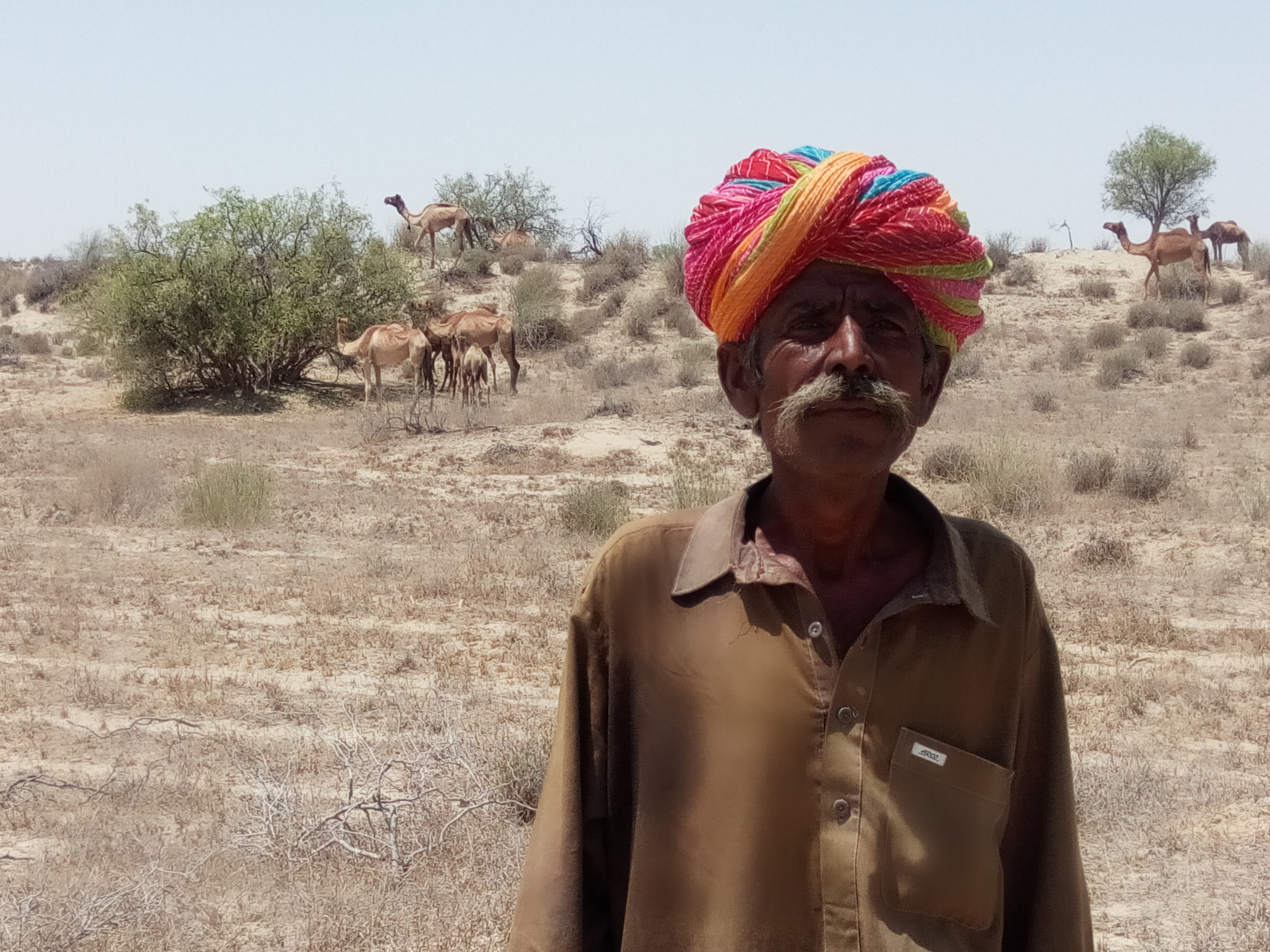
Villageois dans le district.

Lors du recensement de 1998, la population du district a été évaluée à 1 421 977 personnes, dont environ 23 % d'urbains. Le taux d'alphabétisation était de 31 % environ, moins que les moyennes nationale et provinciale de 44 % et 45 % respectivement. Il se situait à 43 % pour les hommes et 17 % pour les femmes, soit un différentiel de 26 points, supérieur aux 20 points de la province.
Le recensement suivant mené en 2017 pointe une population de 2 057 057 habitants, soit une croissance annuelle de 2,4 %, semblable aux moyennes nationale et provinciale. Le taux d'urbanisation augmente pour s'établir à 29 %.
La langue la plus parlée du district est le sindhi (77 %), mais on trouve une importante minorité parlant ourdou (10 %) et pendjabi (8 %). Le district comporte une forte minorité hindouiste, qui compte pour près de 20 % des habitants, l'un des taux les plus élevés du pays.

## Administration

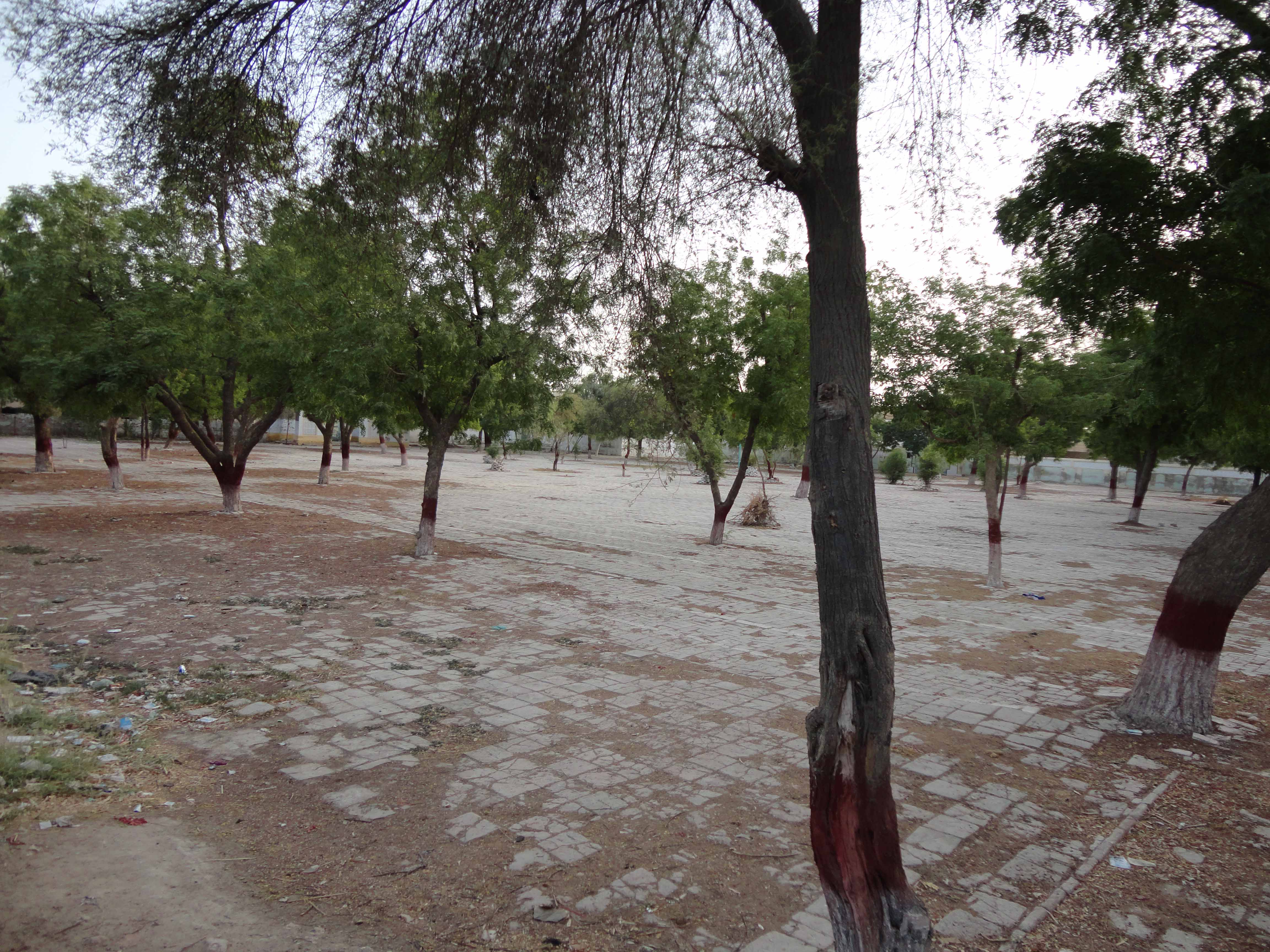
Place dans le tehsil de Shahdadpur.

Le district est divisé en six tehsils ainsi que 64 Union Councils.
| Tehsil        | Population (rec. 2017) |
| ------------- | ---------------------- |
| Jam Nawaz Ali | 153 342                |
| Khipro        | 333 284                |
| Shangar       | 434 087                |
| Shahdadpur    | 457 551                |
| Sinjhoro      | 320 874                |
| Shahdadpur    | 357 919                |

Neuf villes du district comptent plus de 19 000 habitants. La plus importante est Tando Adam Khan, qui fait rare n'est pas la capitale du district. Elle rassemble près de 7 % de la population du district et 26 % de sa population urbaine. La capitale Sanghar n'est que la troisième plus importante ville.

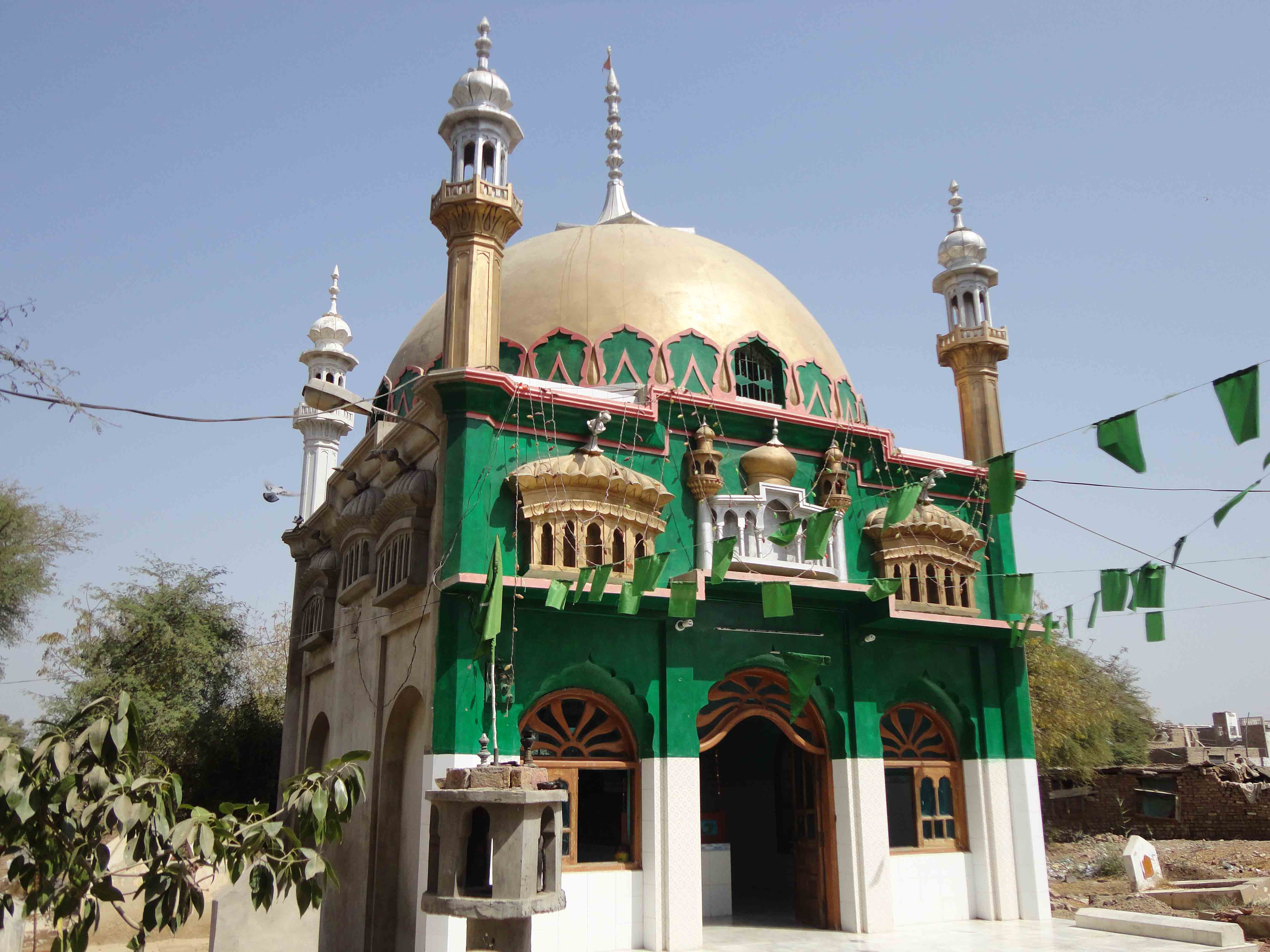
La ville de Shahdadpur.

| Villes          | Population (rec. 2017) |
| --------------- | ---------------------- |
| Tando Adam Khan | 152 617                |
| Shahdadpur      | 99 653                 |
| Sanghar         | 75 410                 |
| Khipro          | 51 081                 |
| Jatia           | 39 838                 |
| Shahpur Chakar  | 33 907                 |
| Jam Nawaz Ali   | 24 059                 |
| Jhol            | 21 787                 |
| Sinjhoro        | 19 711                 |

## Économie et éducation

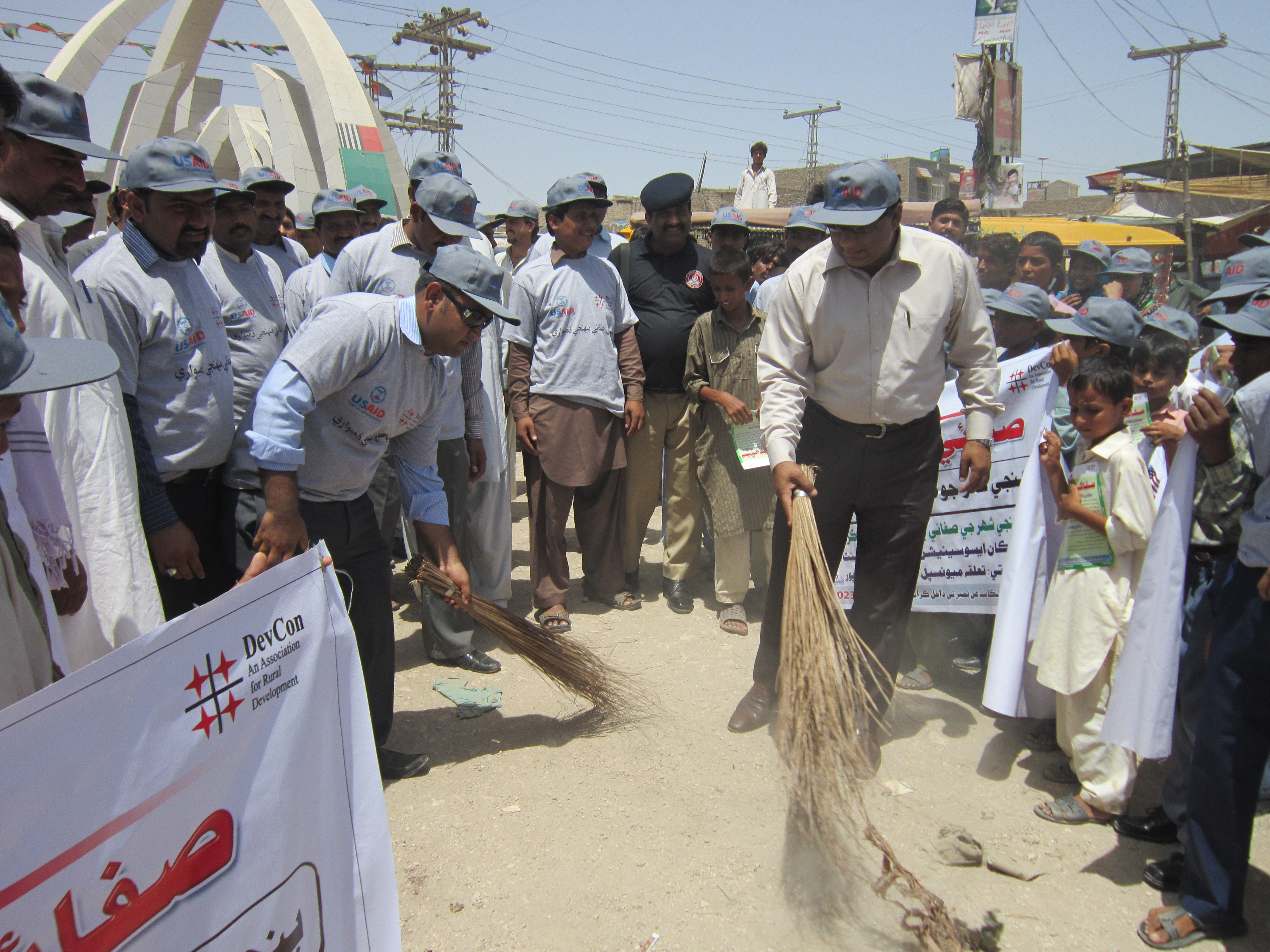
Opération de nettoyage dans le district.

Le district de Sanghar est surtout rural, pauvre et peu doté en infrastructures. Il est relativement excentré des grands centres et axes de communication, à l'exception de Tando Adam Khan qui est située sur la ligne ferroviaire Hyderabad-Nawabshah. Seules des routes secondaires relient les villes du district, qui ne compte aucune route nationale.
Selon un classement national de la qualité de l'éducation, le district se trouve bien en dessous de la médiane nationale, avec une note de 45 sur 100 et une égalité entre filles et garçons de 68 %. Il est classé 119e sur 141 districts au niveau de la qualité de l'éducation et 90e sur 155 pour la qualité des infrastructures en enseignement primaire.

## Politique
Le district est représenté par les six circonscriptions no 78 à 83 à l'Assemblée provinciale du Sind. Lors des élections législatives de 2008, elles sont remportées par quatre candidats de la Ligue musulmane du Pakistan (F) (LMP-F), proche des Hurs, et deux du Parti du peuple pakistanais (PPP), et de même durant les élections législatives de 2013. À l'Assemblée nationale, il est représenté par les trois circonscriptions no 234 et 236. Lors des élections de 2008, elles sont remportées par deux candidats de la LMP-F et un du PPP, et de même durant les élections de 2013.
À la suite de la réforme électorale de 2018, le district est représenté par les trois circonscriptions no 215 à 217 à l'Assemblée nationale ainsi que les six circonscriptions no 41 à 46 de l'Assemblée provinciale. Lors des élections législatives de 2018, elles sont remportées par six candidats du PPP et trois de la Grande alliance démocratique, qui a agrégé la LMP-F.
| Parti                                        | Voix (national) | %       | Élus nationaux | Élus provinciaux |
| -------------------------------------------- | --------------- | ------- | -------------- | ---------------- |
| Parti du peuple pakistanais                  | 261 892         | 54,19 % | 3              | 3                |
| Grande alliance démocratique                 | 191 882         | 39,70 % | 0              | 3                |
| Muttahida Majlis-e-Amal                      | 8 486           | 1,76 %  | 0              | 0                |
| Autres partis                                | 9 061           | 1,87 %  | 0              | 0                |
| Indépendants                                 | 11 997          | 2,48 %  | 0              | 0                |
| Total exprimés (participation : 53,17 %)     | 483 318         | 100 %   | 3              | 6                |
| Source : Commission électorale du Pakistan,. |                 |         |                |                  |